# Les Lavandières (de Witte)
Les Lavandières est un tableau réalisé en 1880 par Adrien de Witte, peintre belge et professeur à l'Académie royale des beaux-arts de Liège. Cette « scène de lavoir », typique de la production de l'artiste, est conservée depuis 1921 aux musées royaux des Beaux-Arts de Belgique,.

## Élaboration et genre artistique
Le peintre exécute ce tableau en 1880,,, durant son séjour à Rome de 1879 à 1884 en tant que boursier de la Fondation Darchis,,. Il y est particulièrement attiré par « la nature, la vie contemporaine, la pittoresque humanité de la rue » et, dans le cas présent, il offre au spectateur l'une de ses « scènes de lavoir » où « il manifeste ce souci de style qui fait le prestige des grandes œuvres ».

## Parcours de l'œuvre
La toile est achetée à l'artiste en 1921 et entre dans les collections des musées royaux des Beaux-Arts de Belgique (no 4327 d'inventaire),,. Le catalogue des œuvres d'Adrien de Witte qu'effectuent en 1927 Charles Delchevalerie et Armand Rassenfosse situe effectivement le tableau dans les collections bruxelloises.

## Réception critique
En 1927, Charles Delchevalerie estime que si Adrien de Witte « triomphe dès ce moment par la science de la ligne, acquise au prix de tant d'études et d'observations, son sens de la couleur n'est pas moins raffiné dans sa subtile justesse et sa sobriété : son tableau des Lessiveuses [Les Lavandières], du Musée de Bruxelles, et sa magistrale étude du Musée de Liège, la Femme au corset rouge, pour ne citer ici que ces deux œuvres, sont à cet égard des documents d'une rare éloquence ». 
En 1930, le critique d'art et conservateur de musée Jules Bosmant cite le tableau lorsqu'il évoque l'évolution notable que présente l'œuvre du peintre sur une dizaine d'années : « De Witte, en 1870, n'avait que vingt ans et son œuvre tenait dans trois peintures et quelques dessins ; mais en 1880, il avait déjà peint, entre beaucoup d'autres, sa Femme au corsage noir, sa Lessiveuse, les Lavandières du Musée de Bruxelles, et ce fameux Corset rouge […] ». 
Charles Delchevalerie pointe aussi, en 1949, que « le seul hommage extérieur rendu à son talent semble bien avoir été l'admission au Musée de Bruxelles de son tableau des Lavandières. Aussi bien, il est un témoignage éloquent - si l'on peut dire - de l'indifférence avec laquelle de Witte était traité hors de Liège, et dont il s'accommodait sans récréminer ». 

## Expositions
- 1927 : Exposition d'ensemble de l'œuvre d'Adrien de Witte (dans le cadre du Salon de la Société royale des Beaux-Arts), du 28 mai au 28 juin, Palais des beaux-arts du parc de la Boverie, Liège[14].